# ایوان دیولگروف
ایوان دیولگروف (بلغاری: Иван Василев Дюлгеров؛ زادهٔ ۱۵ ژوئیهٔ ۱۹۹۹) بازیکن فوتبال اهل بلغارستان است.
وی همچنین در تیم‌های ملی فوتبال زیر ۲۱ سال بلغارستان، و بلغارستان بازی کرده است.